# Xenophoridae
Xenophoridae – słabo zróżnicowana rodzina grupująca około 70 gatunków (w tym 27 występujących współcześnie) średniej wielkości ślimaków morskich. Przedstawiciele wyróżniają się zdolnością do przyczepiania i wbudowywania w ściany muszli rozmaitych materiałów zebranych z otoczenia (stąd pochodzi ich popularna nazwa: śmieciarki). Zamieszkują głównie wody tropikalne.

## Etymologia nazwy
Nazwa pochodzi od typowego rodzaju rodziny, Xenophora, którego nazwa odzwierciedla zdolności do wbudowywania w muszlę i przenoszenia ciał obcych (xenos grek. – obcy, phorein – przenosić). Od tej ich zdolności urobiono również ich popularną polską nazwę: śmieciarki.

## Cechy morfologiczne

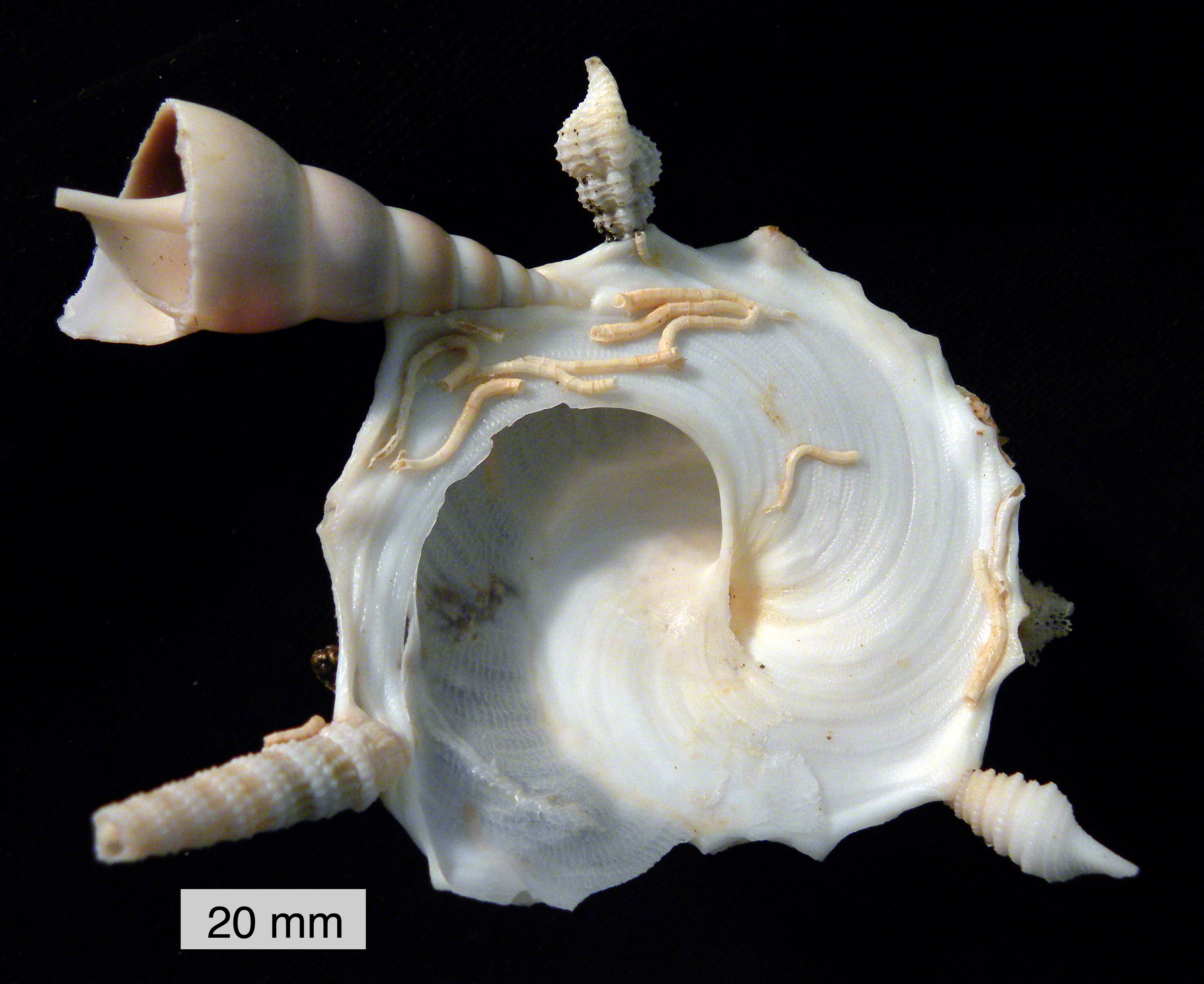
Widok od strony otworu muszli śmieciarki bladej (Xenophora pallidula)

Muszle średniej wielkości (średnica od 1,9 do 16 cm, wysokość: 2–10 cm), stożkowate, nieregularne ze względu na ciała obce przyczepione do zewnętrznej powierzchni, stosunkowo cienkościenne, z niską skrętką i wklęsłą podstawą. Dołek osiowy obecny u większości gatunków, wąski ale głęboki. Niekiedy ornamentacja na zewnętrznej powierzchni muszli, w postaci rzędów kolców i guzków. Wieczko cienkie, gładkie, konchiolinowe (o barwie od żółtawej do brązowej), z koncentrycznymi liniami przyrostów, czasami z kolcami lub promienistymi żebrami. Zawiązek wieczka położony w pobliżu środka. Otwór muszli duży, owalny, lekko spłaszczony. Periostrakum cienkie lub jego brak..
Dobrze rozwinięta noga jest podzielona na dwie części, jedna (tylna) wytwarzająca i przenosząca wieczko, przednia – służy do lokomocji. Para czułków na głowie, oczy leżą u ich podstawy.

## Występowanie
Zamieszkują wody tropikalne, głównie zachodni Pacyfik, niezbyt pospolite.

## Biologia i ekologia

### Zajmowane siedliska
Żyją w litoralu i sublitoralu, aż do krańców stoku kontynentalnego, do głębokości ponad 1400 m, na podłożu mulistym, piaszczystym lub kamienistym. W środowisku poruszają się szybkimi skokami.

### Maskowanie muszli
Przedstawiciele Xenophoridae mają zdolność do wbudowywania w zewnętrzną ścianę muszli najrozmaitszych przedmiotów i ciał obcych, które znajdują w otaczającym je środowisku (kamyków, muszli innych mięczaków, szkieletów i żywych kolonii koralowców, gąbek, rurek wieloszczetów. Miejsce wbudowywania wtrętów nie jest zwykle przypadkowe. Obiekty te są przytwierdzane do muszli w stosunkowo regularnych odstępach, za pomocą wydzieliny produkowanej przez nogę. Wydzielina ta produkowana jest przez całe życie ślimaka. Jedynie u przedstawicieli rodzaju Onustus tylko w początkowym okresie życia – a więc przedmioty te są przyczepiane tylko na początkowych skrętach muszli.

## Podział taksonomiczny
W rodzinie Xenophoridae nie wyróżnia się podrodzin. Rodzina obejmuje następujące współcześnie występujące rodzaje:
- Aspidophoreas Nappo, Bini & Santucci, 2022
- Austrophora Kreipl, Alf & Kronenberg, 1999 – jedynym przedstawicielem jest Austrophora flindersi (Cotton & Godfrey, 1938)
- Onustus Swainson, 1840 – synonimy: Trochotugurium Sacco, 1896; Tugurium Fischer in Kiener, 1879[6]
- Ponderiana Nappo, Bini & Santucci, 2022
- Stellaria Möller, 1832 – synonimy: Haliphoebus Fischer in Kiener, 1879; Xenophora (Stellaria) Schmidt, 1832[7]
- Xenophora Fischer von Waldheim, 1807[8] – rodzaj typowy

oraz rodzaj wymarły:
- Acanthoxenophora Perrilliat & Vega, 2001 – jedynym przedstawicielem był Acanthoxenophora sinuosa Perrilliat & Vega, 2001 †